# Stazione di Merano
Stazione di Merano vasútállomás Olaszországban, Trentino-Alto Adige régióban, Merano településen.

## Vasútvonalak
Az állomást az alábbi vasútvonalak érintik:
- Bolzano–Merano-vasútvonal

## Kapcsolódó állomások
A vasútállomáshoz az alábbi állomások vannak a legközelebb: 
- Stazione di Merano-Maia Bassa
- Stazione di Lagundo